# Черкесская управа
Черкесская управа — существовавшая в годы немецкой оккупации Черкесской АО коллаборационистская организация. Область была оккупирована немцами в августе 1942 года. Председателем «Черкесской управы» был Ахмат Якубовский, его заместителем — бывший «кулак» Мавлюд Дышеков. Начальником областной полиции был бывший «лишенец» Иосиф Нартиков.

## Предыстория
Ситуация в годы Отечественной войны была напряженной, сопровождалась ухудшением материального положения, ужесточением режима, мобилизацией. Продвижение немецких войск к Кавказу вызывало новые репрессии. В результате многие выходцы из зажиточных слоев, воевавшие в годы Гражданской войны против большевиков, раскулаченные, а также их семьи оказались в рядах коллаборационистов. Многие из них рассчитывали на изменение существовавших порядков с помощью немцев и сознательно пошли на сотрудничество.
Из представителей именно такой социальной среды, в большинстве и была сформирована «Черкесская управа» во главе с А. Якубовским.

## Деятельность
Как и в других оккупированных ими странах, немецкое командование прибегало к созданию разного рода организаций типа «Черкесской управы», для поддержки на местах немецкого оккупационного режима.
А. Якубовский, М. Дышеков, а так же полицейские и гестаповцы Пушкарев, Баскаев, Сахно, Борис Кантемиров, Рягузов, Мисроков, Аюб Кумратов, Сулейман Баисов, Шукан Ахба и др. вместе с оккупантами истребили «большое количество партизан, коммунистов, советских патриотов, лиц еврейской национальности». В первые же дни немецкой оккупации, они уничтожили более 50 партийных и советских работников, оставшихся в Черкесске и районах. Они под руководством начальника гестапо Паука, начальника жандармерии И. Нартикова и совместно с гестаповцами, на северной и северо-восточной окраинах города Черкесска «расстреляли и задушили в газовых камерах свыше трех тысяч советских граждан».
Нух Кохов, Ахмет Хахандуков, Локман Езаов арестовали и передали гестапо коммунистку Зурьят Тлисову, орденоносцев-табунщиков Яхью Джантемирова, Азиза Карданова и др., а также воинов Красной Армии, скрывавшихся в районе Верхнего Жако, и которые потом были расстреляны в Хабезе.
Амин Дышеков, Каплан Заубитов, Сагид Барануков, после изгнания немцев из области, окончив разведывательно-диверсионные немецкие школы, продолжали борьбу против Советской власти.
Мавлюд Дышеков, был заместителем, а затем бургомистром города Черкесска, сотрудничал с СД. Принимал активное участие в формировании эскадрона добровольцев под названием «батальон смерти во имя спасения Черкесии». Организовывал убийства коммунистов, в частности, бывшего председателя Кош-Хабльского аулсовета Амербия Абидокова и учителя Амербия Баранукова. После изгнания немцев из области М. Дышеков, как один из руководителей «Черкесского национального комитета», в 1943—1944 гг. создал в Мелитополе в составе Кучука Чапарова, Хамида Кужева, Сагида Хаткова и других карательный отряд под командованием бежавшего с немцами И. Нартикова. Отряд воевал против партизан в Белоруссии и Италии. М. Дышеков в послевоенные годы долгое время работал в Западной Германии руководя антисоветской организацией, «проводил враждебную работу против СССР».